# Вер (узурпатор)
Вер (лат. Verus) — римский император-узурпатор в 219 году.
У Вера была судьба, аналогичная судьбе его современника Геллия Максима. Поначалу он служил центурионом, однако впоследствии сумел достичь звания римского сенатора. Вер использовал армию для продвижения по карьерной лестнице и стал офицером в восточных провинциях, а также начальником III Галльского легиона, который находился в Сирии и поддержал Гелиогабала.
Вскоре солдаты разочаровались в Гелиогабале как в императоре, и зимой 218/219 года Вер воспользовался возмущениями легионеров и провозгласил себя императором. Однако он недооценил молодого правителя. Гелиогабал подавил восстание и казнил Вера, а также расформировал легион, который его поддержал. Кроме того, император отнял «италийское право» у главного штаба легиона, города Тира, и лишил его статуса метрополии.